# Codelco
Codelco (nom complet en espagnol : Corporación Nacional del Cobre, Chile) est une entreprise détenue à 100 % par l'État chilien. C'est le plus grand producteur de cuivre au monde avec des réserves pour 200 ans. Codelco produit en 2015 11 % du volume annuel mondial de minerai, avec une production de 910 000 tonnes. Une étude de la banque américaine Goldman Sachs en janvier 2006 a estimé la valeur de l'entreprise entre 24,5 et 27,5 milliards de dollars américains. Le produit principal de Codelco est le cuivre raffiné sous la forme de cathodes de cuivre dont la pureté est supérieure à 99,99 %.

## Histoire
L'histoire de Codelco commence avec la loi 11828 du 5 mai 1955 qui crée le « Département du cuivre » (Departamento del Cobre) du gouvernement chilien, présidé par Carlos Ibáñez del Campo.
Pendant le mandat du président Eduardo Frei Montalva, le Congrès promulgua la loi 16425, le 25 janvier 1966, et transforme le Département du cuivre en « Compagnie du cuivre du Chili » (Codelco).
Avec la réforme institutionnelle, le 11 juillet 1971, sous le gouvernement du président Salvador Allende, la propriété de toutes les mines de cuivre du pays est transférée à Codelco. La création de la Corporación Nacional del Cobre de Chile, son nom actuel, est formalisée par décret le 1er avril 1976, sous le régime de Pinochet.
La production de cuivre est en partie privatisée durant la dictature militaire d'Augusto Pinochet. L’armée fait par ailleurs adopter une disposition secrète — qui ne sera révélée qu'en 2016 — prévoyant que 10 % des ventes de Codelco lui soient réservées.
En 1994, les fraudes d'un comptable de l'entreprise, Juan Pablo Dávila, font perdre 20 millions de dollars à l'entreprise. En mars 1997, l'entreprise Merrill Lynch est sommée de payer la somme de 25 millions de dollars à Codelco par une cour de justice américaine, la banque d'investissement étant accusée d'avoir dissimulé les opérations frauduleuses de Dávila.
À la suite de la hausse importante des cours des matières premières - et notamment des cours du cuivre - observée les dernières années, Codelco a réalisé des profits records atteignant 9,2 milliards de dollars US en 2005, en hausse de 88,8 % par rapport à l'année précédente. De ce fait, le Chili dispose alors de réserves financières accrues et devenues importantes.
En 2008, la production de cuivre de Codelco est de 1,55 million de tonnes, puis elle passe en 2009 à 1,78 million, une augmentation rendue possible grâce à un investissement de 2,2 milliards de dollars réalisés en 2008.
En mai 2013, l'entreprise décide d'investir 3 milliards de dollars pour rendre plus écologique ses centres de production, et signe avec Suez Environnement pour réduire le taux de molybdène dans ses eaux usagées. En octobre 2014, Codelco lance un projet de restructuration de 23 milliards de dollars qui s'étend jusqu'en 2018, un investissement ambitieux mais risqué selon le président du groupe. Cet investissement doit permettre à l'entreprise de passer de 1,8 million de tonnes de production annuelle à 2,5 millions d'ici dix ans, et de préserver sa position de leader international de production du cuivre. Sans ce programme, les réserves de cuivre du pays pourraient se trouver épuisées dès 2030.
En 2015, à la suite de la chute des cours mondiaux du cuivre, Codelco accuse une chute de 33,2 % de ses bénéfices par rapport à l'exercice précédent. En octobre 2015, l'entreprise met en vente pour 2 milliards de dollars d'obligations sur 10 ans pour compenser ses dettes liées à ses lourds investissements et à la chute du prix du cuivre.

## Organisation
Codelco a quatre départements miniers et un département industriel. Ils sont tous situés au Chili du nord et du centre.
- Codelco Norte Division
- Salvador Division
- Andina Division
- El Teniente Division

## Impact économique
Tous les bénéfices de l'entreprise sont reversés au Trésor chilien. La production de cuivre représente 19,4 % du PIB du pays. Un petit pourcentage des surplus de stocks de cuivre de l'entreprise sert à financer les forces armées du pays.

## Mines

### El Teniente

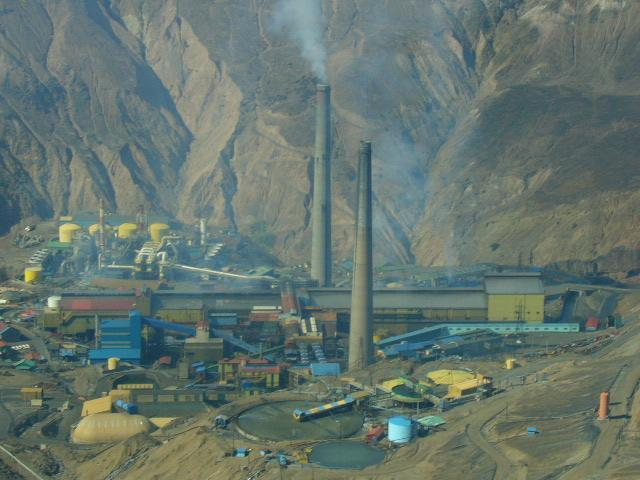
Installations de coulage du cuivre à El Teniente.

El Teniente, située à 120 km au sud de Santiago, à 2 300 m d'altitude, détenue par Codelco et administrée par sa division El Teniente, c'est la plus grande mine souterraine du monde, avec 2 400 km de galeries. En 2000, Codelco annonce un investissement de 422 millions de dollars pour faire passer la capacité de production d'El Teniente de 350 000 tonnes à 480 000 tonnes d'ici à 2003.

### Chuquicamata
Chuquicamata, située à 15 km au nord de Calama, est la plus grande mine de cuivre à ciel ouvert du monde. Elle est administrée par la division Codelco Norte. Sa production a cependant baissé, passant de 1 million de tonnes annuel à 750 000 tonnes ces dernières années. En décembre 2009, 4 400 salariés bloquent l'accès à la mine de Chuquicamata, interrompant complètement la production sur ce site.

### Radomiro Tomic
Radomiro Tomic est située à 1 670 km au nord de Santiago et près de Chuquicamata, à 3 000 mètres d'altitude dans la cordillère des Andes. C'est une mine à ciel ouvert. Bien que le filon fut découvert dans les années 1950, les opérations d'extraction n'ont commencé qu'en 1995, après les dernières études de faisabilité d'exploitation et la disponibilité des techniques nécessaires pour que la mine soit rentable. Elle est administrée par la Division Codelco Norte.

### Andina

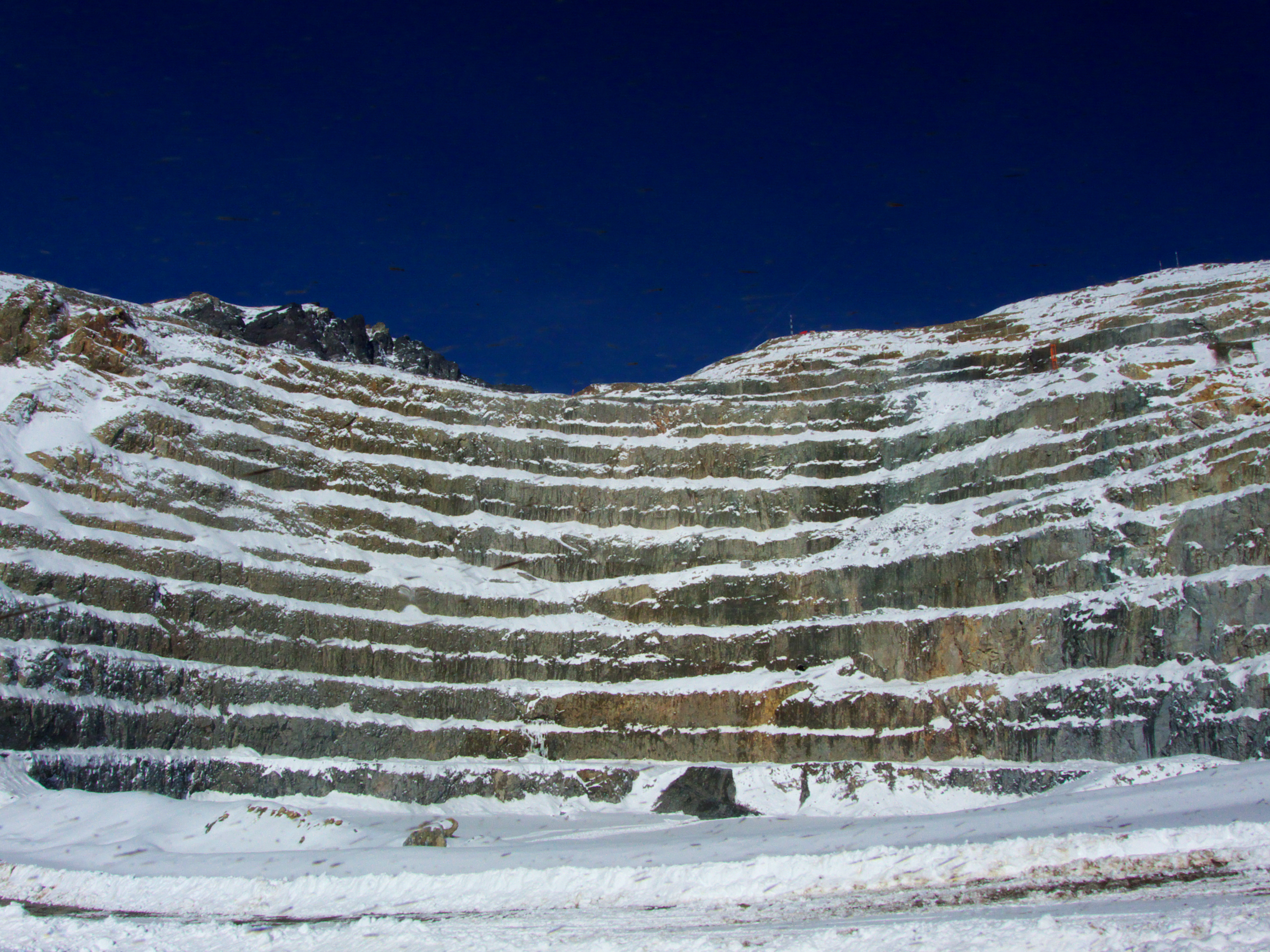
Mine à ciel ouvert Andina située dans la région de Valparaiso.

Située à 80 km au nord-est de Santiago, entre 3700 et 4 200 m d'altitude, est administrée par la division Andina de Coldelco. Ouverte en 1970, elle est composée d'une mine souterraine dénommée « Rio Blanco » et d'une mine à ciel ouvert dénommée « Sur Sur ». Bien que ce filon soit connu depuis 1920, son exploitation n'a débuté qu'en 1970. Andina a produit en 2017 220 000 tonnes de cuivre pur. 1700 personnes y travaillent.

### El Abra
La mine d'El Abra est située à 40 km au nord de la mine de Chuquicamata. En 2016 elle a produit 49 000 tonnes de cuivre pur.

### Gabriela Mistral ou Gaby
C'est une petite mine de cuivre à ciel ouvert, mise en production en 2008. Elle se situe à 130 km au sud de Calama, dans la commune de Sierra Gorda à 2 660 m d'altitude. On y exploite un minerai dont la teneur moyenne en cuivre est de 0,41 %. Sa production en cuivre pur pour l'année 2015 était de 125 000 tonnes. Cette mine possède un système de camions circulant automatiquement sans conducteurs.

### El Salvador
La mine El Salvador ouverte en 1959 se situe sur la commune de Diego de Almagro à 1 260 m d’altitude, elle se compose d'une partie à ciel ouvert et d'une partie souterraine. On y exploite un minerai dont la teneur en cuivre est de 0,60 %. Cette mine a produit 62 000 tonnes de cuivre pur en 2017, le cuivre y est raffiné sur place. 1 600 personnes y travaillent. C'est la plus petite mine de cuivre exploitée par Codelco.

### Ministro Hales
C'est la dernière en date des mines mises en exploitation par Codelco. Cette mine à ciel ouvert inaugurée en 2016 était connue depuis les années 1980, toutefois le taux élevé d’impuretés contenu dans son minerai en a retardé la mise en exploitation. Outre le cuivre, cette mine produit de l'argent.